# Guido Boggiani
Guido Boggiani (né en 1861 à Omegna, dans l'actuelle province du Verbano-Cusio-Ossola et mort en 1902 à Chaco (en), Paraguay) est un peintre, dessinateur, photographe et ethnologue italien.

## Biographie
Boggiani voyagea en 1887 à travers le Brésil, la Bolivie et le Paraguay pour étudier la vie des indiens de la région.
Il est salué comme un pionnier du travail de terrain parmi les ethnologues italiens.
Boggiani fut assassiné par les autochtones lors d'une cérémonie rituelle.

## Galerie

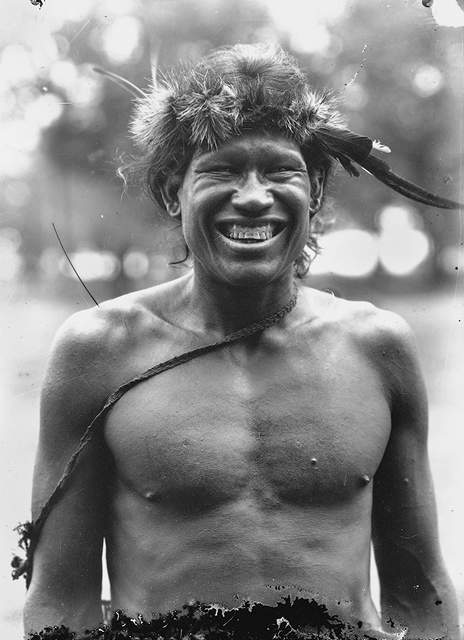
Míllet souriant, demi-figure, Puerto 14 de Mayo. Photographie.
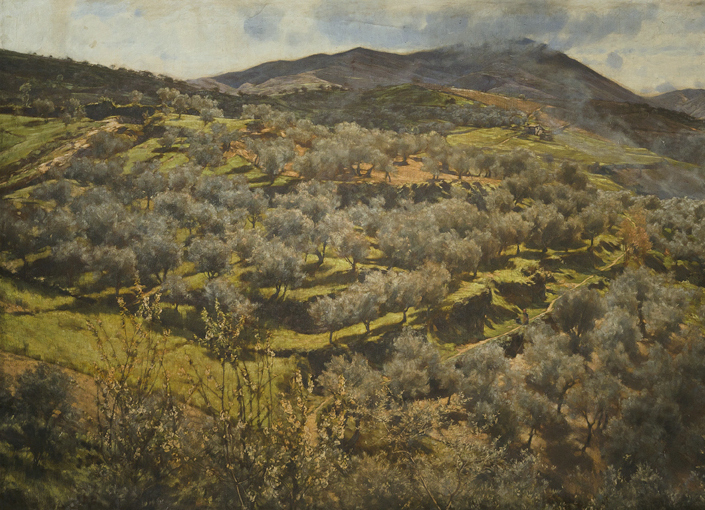
Paysage avec des oliveraies (entre 1880 et 1890, musée national des Beaux-Arts du Brésil). Tableau.